# Jordi Cruz Mas
|  | Aquest article tracta sobre el cuiner. Si cerqueu el presentador de televisió, vegeu «Jordi Cruz Pérez». |

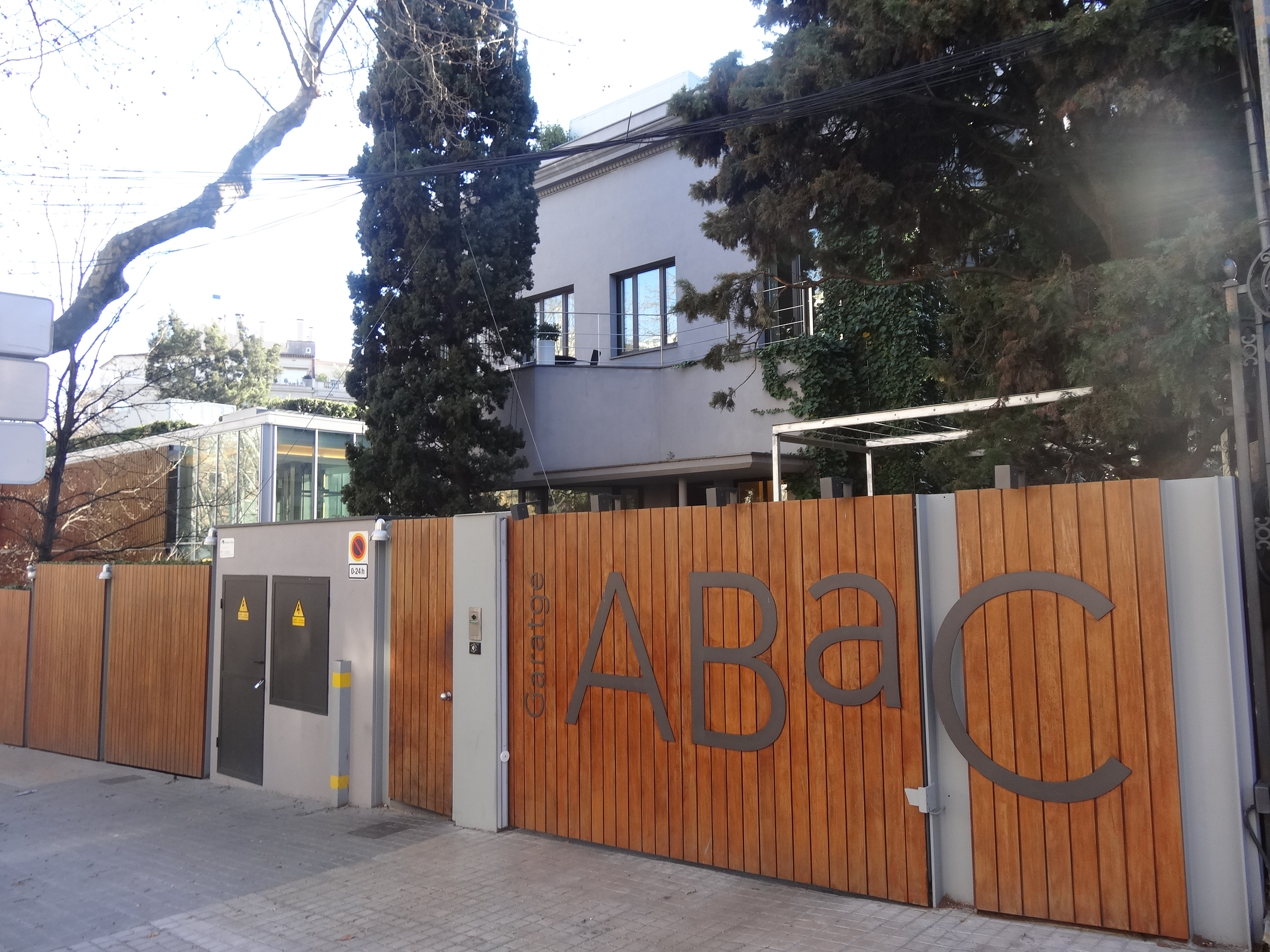
ABaC Restaurant i Hotel, a l'Avinguda Tibidabo, 1.

Jordi Cruz Mas (Manresa, 29 de juny, de 1978) és un cuiner català, conegut per les seves estrelles Michelin i per la seva aparició al programa de televisió espanyola Masterchef. És el xef del restaurant ABaC, on un dels seus plats més demanats és la pantera rosa, una mena de desconstrucció del clàssic pastisset infantil. És el petit de sis germans. Va obtenir la seva primera estrella Michelin al restaurant l'Estany clar de Cercs.

## Biografia
Va néixer a Manresa el 29 de juny de 1978. Va formar-se com a cuiner a l'Escola Superior d'Hostaleria de Manresa. Als catorze anys va començar a treballar al restaurant Estany Clar, entre Cercs i Berga, on va rebre la seva primera estrella Michelin al novembre de 2004, convertint-se amb 26 anys en el xef més jove d'Espanya i en el segon del món en rebre aquesta distinció.
Al desembre de 2007 va deixar l'Estany Clar i va passar a ser gerent i cap de cuina del restaurant L'Angle de l'hotel Món Sant Benet (Sant Fruitós de Bages). El novembre de 2008 aquest establiment va guanyar també la seva primera estrella Michelin.
El maig del 2010 es va incorporar a l'equip directiu de l'ABaC Restaurant & Hotel. L'ABaC va obtenir la seva tercera estrella Michelin el 22 de novembre de 2019, convertint-se en el tercer restaurant de Catalunya amb tres estrelles.
Des de 2013 és jurat del programa de televisió MASTERCHEF, al costat de Pepe Rodríguez i Samantha Vallejo-Nágera. El 2014 i 2016, va participar juntament amb Pepe Rodríguez a les Campanades de Cap d'Any a La 1 de Televisió Espanyola.
El 2014 va aparèixer a la portada de Men's Health, després d'haver perdut 9 kg de pes seguint el repte proposat per la revista.

## L'ABaC
El restaurant ABaC va obrir les portes el 2000 al número 79 del carrer del Rec de Barcelona. Anys més tard, el 2008, canviaria el seu emplaçament a un local al número 1 de l'avinguda del Tibidabo de Barcelona. Actualment disposa de 3 estrelles Michelin i té capacitat per a 56 comensals.